# Pteronymia semonis
Pteronymia semonis är en fjärilsart som beskrevs av Richard Haensch 1909. Pteronymia semonis ingår i släktet Pteronymia och familjen praktfjärilar. Inga underarter finns listade.